# 湘水 (贡水支流)
湘水，是中国长江流域的一条河流，汇入贡水，属于赣江水系。河长101千米，流域面积2011平方千米，多年平均流量54立方米每秒。自然落差743米。水能理论蕴藏量2万千瓦。